# Entrambasaguas (Hermandad de Campoo de Suso)
Entrambasaguas es una localidad del municipio de la Hermandad de Campoo de Suso, de 83 habitantes en 2012. Está a 975 m s. n. m., en la falda norte de la sierra de Híjar, y dista 5 kilómetros de la capital municipal. Cerca de esta localidad el río Guares se une al Río Híjar, del que es afluente; forma parte Entrambasaguas del Coto Campoo, truchero.
En Entrambasaguas hay restaurantes.

## Paisaje y naturaleza
Entrambasaguas es uno de los cinco pueblos que forman La Joyanca, la parte más occidental del valle de Campoo, en la que se acusan las características del paisaje de montaña, al encontrarse muy próximas las sierras del Híjar y del Cordel, con cumbres que superan los dos mil metros de altitud. Por el sur del pueblo, cercano al amable paraje del molino de La Angostura, surge una pista que transcurre por la margen izquierda del río Híjar remontando buen parte de su cauce por un encajonado valle que forma uno de los mejores ecosistemas de Cantabria. La vertiente norte, se cubre de un espeso bosque de hayas y abedules conocido con el nombre de Monte Milagro. La sur es más clareada y en ella aparecen dispersas enormes cajigas centenarias. Las dos pistas que atraviesan este valioso entorno discurren por lo que fueron dos caminos tradicionales de los que casi únicamente se conservan dos puentes, uno llamado de Las Cervalizas, de aspecto muy rústico y el otro Puente Dé, que cruza el Híjar aprovechando que este pasa por debajo de una enorme roca encajada en sus orillas. Es muy rica la fauna que habita el ecosistema, destacando los mamíferos como el Corzo, el Venado, el Gato Montés, el jabalí, el lobo y en especial el Oso Pardo que tiene en estos montes uno de sus últimos refugios en la cordillera Cantábrica.

## Patrimonio histórico
El caserío de Entrambasaguas se concentra más que en ningún otro pueblo de Campoo de Suso, formando un vistoso conjunto de arquitectura rural. Merecen la atención algunas casas que siguen el tipo de casona campurriana de época barroca, de mutros sólidos y concentración decorativa en el molduraje de los alféizares de las ventanas, en los arcos de las portadas y pos supuesto en los escudos. Los mejores ejemplos los tenemos en torno a la plaza de la iglesia, y las calles de la Lama y de las Lindes, destacando la Casa de la Torre, propiedad del obispado, que a pesar de su fecha relativamente reciente (1879) repite el esquema tipológico habitual en la zona.
La iglesia parroquial tiene advocación a San Andrés, siendo un edificio de dos naves con torre a los pues, que posiblemente de comenzaría a construir a finales del siglo XVI, ampliándose en el XVIII. El interior alberga dos retablos renacentistas muy populares, El del lado del evangelio es muy sencillo y se encuentra en parte desvirtuado por un mal repinte. Conserva dos tablas manieristas y un grupo escultórico de la Virgen con Niño y Santa Ana, algo posterior. Mejor es el de la epístola, dedicado a San Andrés, que presenta entramando plateresco con profusión de dorados en el que destacan los relieves con temas de la vida de Cristo del cuerpo bajo.
- Datos: Q5834324